# Serralada British Empire
La Serralada British Empire (en anglès British Empire Range) és una serralada que es troba a l'illa d'Ellesmere, al territori canadenc de Nunavut. Forma part de la Serralada Àrtica, sent una de les serralades situades més al nord del món, només superada per les muntanyes Challenger que es troba immediatament del Nord-oest i la serralada United States una mica més oriental. La muntanya més alta de la serralada és el pic Barbeau.

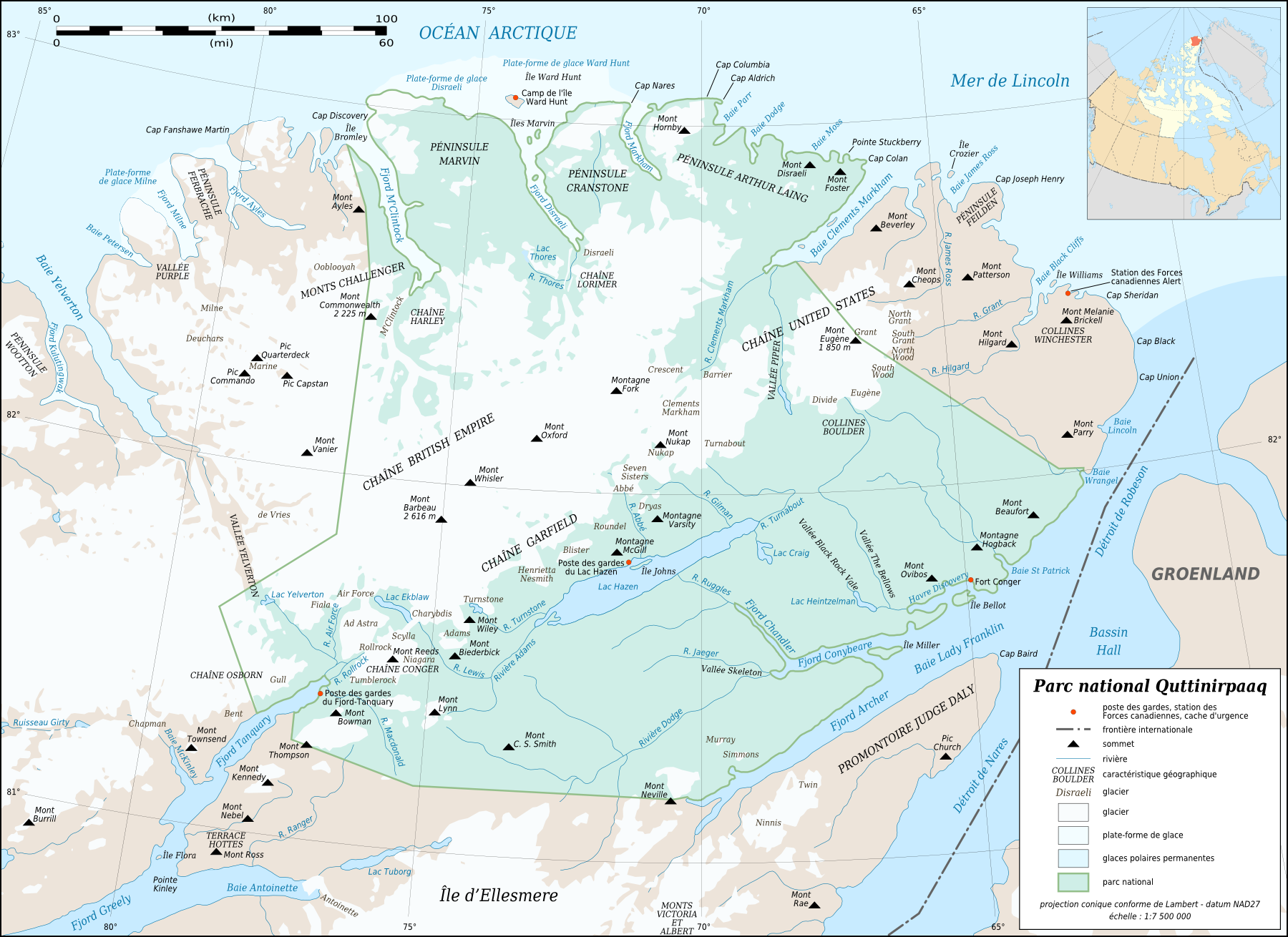
Situació de la Serralada British Empire

El nom li fou donat per Gordon Noel Humphreys durant l'Oxford University Ellesmere Land Expedition. Edward Shackleton, membre també de l'expedició, afirmava el 1937 que Humphreys li havia donat aquell nom perquè era "un gran imperialista".

## Cims principals
Els principals cims de la serralada són:
| Pic                | metres | peus  |
| ------------------ | ------ | ----- |
| Pic Barbeau        | 2.616  | 8.583 |
| Mont Whisler       | 2.500  | 8.202 |
| Muntanya Arrowhead | 1.860  | 6.102 |
| Pic Highpointer    | 1.585  | 5.200 |